# Fédération étudiante collégiale du Québec
La Fédération étudiante collégiale du Québec (FECQ) est une organisation étudiante représentative québécoise de niveau collégial fondée en 1990. Elle se donne pour mission de défendre les intérêts des étudiants, de faire progresser la condition étudiante et plus généralement, d'agir en tant que porte-parole de la jeunesse québécoise. Ses revendications principales concernent l'amélioration des conditions de stage, l'aide financière aux études, les cégeps en région, la cote R et les droits de scolarité en enseignement supérieur. En plus de s'exprimer pour une éducation accessible et de qualité, elle prend position sur de plusieurs autres enjeux tels que les élections, l'environnement, l'emploi et la guerre.
Considérée comme plus modérée, la FECQ était parmi les associations étudiantes ayant participé à la grève étudiante québécoise de 2012.

## Fondation
La FECQ fut fondée, à Chicoutimi, en 1990 durant la mobilisation contre la hausse des frais de scolarité universitaires imposée par le ministre Claude Ryan par un groupe d'associations étudiantes collégiales réfractaires au recours à la grève générale illimitée prôné par le regroupement étudiant principal de l'époque, l'Association nationale des étudiants et étudiantes du Québec (ANEEQ). Déçues de l'échec des dernières mobilisations de l'ANEEQ, ces associations réfractaires souhaitaient s'éloigner de la tradition syndicale combative, dominante jusqu'alors au sein du mouvement étudiant, pour s'orienter sur un modèle de lutte étudiante reposant sur la concertation et le partenariat avec l'État.

## Structure organisationnelle

### Instances

#### Assemblée générale annuelle
Instance suprême de la FECQ, l'Assemblée générale annuelle réunit les délégations des associations membres une fois par année pour élire les membres du Conseil exécutif et adopter les États financiers de la Fédération. Cette instance peut également adopter des modifications aux règlements généraux.
Les décisions y sont adoptées selon un processus semi-proportionnel et à double majorité. La semi-proportionnalité accorde un nombre de votes plus important (jusqu'à neuf) aux associations étudiantes ayant une grande représentativité. La double majorité signifie que toute décision doit être soutenue par la majorité des votes et la majorité des associations membres. En assemblée générale, pour qu'une association puisse utiliser tous ses droits de vote, elle doit présenter un nombre de délégués au moins égal à ce nombre. Si ce nombre n'est pas atteint, ses votes sont limités à son nombre de délégués présents. Par exemple, l'Association générale des étudiants du Collège Édouard-Montpetit, qui possède sept votes en assemblée et en congrès, doit amener sept délégués; si elle n'en présente que cinq, elle ne pourra utiliser que cinq votes.

#### Congrès
Aussi formé des délégations des associations membres, le Congrès délibère de toute question concernant la Fédération et ses dossiers. Le Congrès est précédé de commissions consultatives chargées d'émettre des recommandations au Congrès.
Le processus décisionnel est identique à celui de l'Assemblée générale, excepté que les associations n'ont pas un nombre minimal de délégués à présenter.

### Conseil d'administration
Le Conseil d'administration est composé d'un élu par association membre. Il veille à la bonne gestion de la Fédération et est responsable d'émettre des recommandations de modifications aux règlement généraux.

### Conseil exécutif
Le Conseil exécutif coordonne des activités de la Fédération et applique les décisions du Congrès et des autres instances. Il est élu par ses membres lors de l'Assemblée générale annuelle, en avril de chaque année.

### Finances
Depuis 2013, la cotisation à la FECQ est de 5,00 $ CAN par session pour chaque étudiant à temps plein et de 2,50 $ CAN par session pour chaque étudiant à temps partiel.

## Associations étudiantes membres de la FECQ
| Acronyme  | Nom complet | Établissement collégial                                      | Date d'affiliation |
| --------- | --- | ------------------------------------------------------------ | ------------------ |
| AECA      | Association Étudiante du Collège d'Alma                                                                        | Collège d'Alma                                               | 2003               |
| AECC      | Association étudiante du campus de Carleton                                                                    | Cégep de la Gaspésie et des Îles, Campus de Carleton-sur-mer | 2016               |
| AECL      | Association étudiante du Cégep de Lévis                                                                        | Cégep de Lévis                                               | 2017               |
| AECSF     | Association étudiante du cégep de Saint-Félicien                                                               | Cégep de Saint-Félicien                                      | 2001               |
| AECSF     | Association étudiante du Cégep de Ste-Foy                                                                      | Cégep de Sainte-Foy                                          | 2011               |
| AGÉCA     | Association générale étudiante du Collège Ahuntsic                                                             | Collège Ahuntsic                                             | 2010               |
| AGECAL    | Association générale des étudiants du Cégep André-Laurendeau Inc.                                              | Cégep André-Laurendeau                                       | 2004               |
| AGECAT    | Association générale des étudiantes et étudiantes du cégep de l'Abitibi-Témiscamingue, campus de Rouyn-Noranda | Cégep de l'Abitibi-Témiscamingue, Campus de Rouyn-Noranda    | 2005               |
| AGECEM    | Association générale étudiante du Cégep Édouard-Monpetit                                                       | Cégep Édouard-Montpetit                                      | 2004               |
| AGECGI    | Association générale des étudiants du Cégep de Gaspésie-les Îles, campus Gaspé                                 | Cégep de la Gaspésie et des Îles, Campus de Gaspé            | 2001               |
| AGECRLA   | Association générale étudiante du cégep régional de Lanaudière à L'Assomption                                  | Cégep régional de Lanaudière à L'Assomption                  | Novembre 2022      |
| AGECRLi   | Association générale étudiante du Cégep de Rivière-du-Loup Inc.                                                | Cégep de Rivière-du-Loup                                     | 1998               |
| AGECSÎ    | Association générale des étudiants du Cégep de Sept-Îles                                                       | Cégep de Sept-Îles                                           | 1990               |
| AGÉCTL    | Association générale étudiante du Cégep de Thetford et de Lotbinière                                           | Cégep de Thetford                                            | 2018               |
| AGEECV    | Association générale des étudiants et étudiantes du Cégep de Victoriaville                                     | Cégep de Victoriaville                                       | 1997               |
| AGEECBC   | Association générale des étudiantes et étudiants du Cégep de Baie-Comeau                                       | Cégep de Baie-Comeau                                         | 1990               |
| AGEECC    | Association générale des étudiantes et étudiants du Collège de Chicoutimi                                      | Cégep de Chicoutimi                                          | 2009               |
| AGEECLP   | Association Générale des Étudiantes et Étudiants du Cégep de La Pocatière                                      | Cégep de La Pocatière                                        | 5 avril 2019       |
| AGEECLT   | Association générale des étudiants et étudiantes du Cégep de Lanaudière à Terrebonne                           | Cégep régional de Lanaudière à Terrebonne                    | 2018               |
| AGEECS    | Association générale des étudiants et étudiante du Cégep de Shawinigan                                         | Cégep de Shawinigan                                          | 2007               |
| AGEECST   | Association générale des étudiants et étudiantes du Cégep de Sorel-Tracy                                       | Cégep de Sorel-Tracy                                         | 1990               |
| AGEECGG   | Association Générale des Étudiants et Étudiantes du Collège Gérald-Godin                                       | Cégep Gérald-Godin                                           | 2017               |
| AGENDF    | Association générale étudiante du Campus Notre-Dame-de-Foy                                                     | Campus Notre-Dame-de-Foy                                     | 2013               |
| Asso CECC | Association Étudiante du Centre d'Études Collégiales en Charlevoix                                             | Centre d'Études Collégiales en Charlevoix                    | Avril 2024         |
| CVE-ENA   | Conseil de vie étudiante de l'École Nationale d'Aérotechnique du Collège Édouard-Montpetit                     | École nationale d'aérotechnique                              | 2001               |
| HCSA      | Heritage College Student Association                                                                           | Collège Héritage                                             | 2007               |
| REECJL    | Regroupement des étudiants et des étudiantes du Cégep de Joliette                                              | Cégep régional de Lanaudière à Joliette                      | 2015               |
| RÉÉCSH    | Regroupement des étudiants et étudiantes du Cégep de Saint-Hyacinthe                                           | Cégep de Saint-Hyacinthe                                     | 2001               |

## Désaffiliations post-2012
À la suite de la fin de la grève étudiante québécoise de 2012, une période de crise a ébranlé la FECQ. Dans une lettre ouvertepubliée le 24 novembre 2012, d'anciens militants étudiants membres de la Fédération évoquent un manque de transparence et de démocratie pour justifier leur perte de confiance,,. En guise de réaction, une seconde lettre ouverte, celle-ci en soutien à la FECQ, fut publiée, soutenant que la Fédération est victime d'une « vague de désinformation ».
Depuis, les associations suivantes ont quitté et sont reconnues comme n'étant plus membre de la FECQ : 
- Association générale étudiante du Cégep de Granby Haute-Yamaska (AGECGHY)[23]
- Association générale étudiante du Cégep de Rimouski (AGECR)[24]
- Association générale des étudiantes et étudiants du Cégep de Jonquière (AGEECJ) [25]
- Association générale des étudiants du Cégep de Trois-Rivières (AGECTR) [26],[27]
- Association générale des étudiants du Collège de Rosemont (AGECR)

Les associations suivantes se sont prononcées en faveur de rester membre de la FECQ:
- Conseil de vie étudiante de l'École Nationale d'Aérotechnique du Collège Édouard-Montpetit (CVE-ENA). Le CVE-ENA s'est également prononcé en faveur à majorité, de rester membre de la FECQ au mois de mars 2013.
- Association générale des étudiantes et étudiants du Collège de Chicoutimi (AGEECC)[28]. Elle s'est prononcée le 4 octobre 2013 à 50,6% des voix, soit une différence de 7 votes[29].

D'autres associations ont tenu des référendums d'affiliation à la FECQ :
- Association générale des étudiantes et étudiants du Cégep de Lanaudière à Terrebonne (AGEECLT) a rejeté l'affiliation en 2013, mais s'y est joint en 2018.
- Association générale des étudiants et étudiante du Cégep de Shawinigan (AGEECS), qui était en litige, a refait un référendum d'affiliation à la FECQ en 2015.

Le statut de membre de certaines associations est sujet à controverse. Voir la section Controverse sur le nombre d'associations membres.

### Controverse sur le nombre d'associations membres
Quatre des associations étudiantes que la FECQ liste comme parmi ses membres ne se considèrent plus membres de la Fédération, dont certaines depuis plusieurs années, sans pour autant que le regroupement ne le reconnaisse. De plus, celles-ci ne paient plus de cotisation à la FECQ.
Selon les règles de la FECQ, un processus de désaffiliation ne peut être valide qu'à la suite d'un référendum avec un quorum d'au moins 10 % des membres de l'association. De surcroît, la FECQ tient à ce qu'elle soit avisée d'une désaffiliation pour envoyer sur place « afin de bien informer les élèves ». La Fédération estime que ces associations n'ont pas respecté les règles dictant le processus de désaffiliation.
Or, les associations concernées considèrent qu'une autorité nationale ne peut empiéter sur la souveraineté locale des associations étudiantes. Celles-ci estiment que les règles d'un processus de désaffiliation ne peuvent être dictées par d'autres associations membres, donc que le respect de leurs propres règlements suffit à assurer la légitimité de leur démarche. Cependant, ces quatre associations ont signé un contrat, lors de l'affiliation, stipulant que la manière de reconsidérer leur affiliation devait être la voie référendaire.
Il s'agit de :
- Association étudiante du Collège d'Alma (AÉCA)[33],[34]
- Association Étudiante du Cégep de Saint-Félicien (AECSF)[35]
- Association générale des étudiants du Cégep André-Laurendeau (AGECAL)[19]
- Heritage College Student Association (HCSA)

## Campagnes nationales
Chaque année, la FECQ organise une campagne nationale visant à faire agir le gouvernement sur un enjeu spécifique. Ces mobilisations permettent ainsi de mettre de l'avant chaque année un ou des sujets qui préoccupent la population étudiante. Les associations étudiantes locales mandatent donc le conseil exécutif de mettre en place une campagne pour atteindre le plus grand nombre de personnes possible. Parfois, ces campagnes se font en collaboration avec d'autres regroupements étudiants, comme l'Union étudiante du Québec, la Confédération des associations d'étudiants et d'étudiantes de l'Université Laval (CADEUL) ou bien la Fédération des associations étudiantes du campus de l'Université de Montréal (FAECUM).

### Printemps Érable (2010-2012)
```
Pour plus d'informations, consultez 
Grève étudiante québécoise de 2012
.
```

Cette campagne est sans aucun doute la plus longue de l’histoire de la Fédération. Ayant débuté en 2010, sous le nom de « Cessons la hausse », elle prit fin en 2012 après plusieurs mois de grève. Menée conjointement par la FECQ, la FEUQ ainsi que la CLASSE, elle prit fin avec la tenue des élections générales québécoises de 2012 et la victoire de Pauline Marois à la tête du Parti québécois
À l’époque des grands changements en éducation dans les années 60, le gouvernement Lesage pose deux gestes pour rendre l’éducation la plus accessible possible : la création du programme d’aide financière aux études et l’instauration de frais de scolarité peu coûteux.
Dans un souci d’accessibilité et sous la pression des étudiants, les frais de scolarité furent gelés de 1968 à 1989 en étant maintenus à 567 $. C’est Robert Bourassa qui, en 1989, augmenta massivement les frais de scolarité en les triplant à 1668 $. Cette hausse se termine en 1994 avec l’arrivée au pouvoir du Parti québécois. Cette date coïncide également avec les coupures de transferts fédéraux en éducation qui créèrent une partie du sous-financement que l’on connaît aujourd’hui. Encore une fois, les rumeurs de hausse de frais se sont faites récurrentes pendant les années subséquentes, mais la pression étudiante et populaire força l’État à maintenir le gel qui fut effectif de 1994 à 2007.
Arrivé au pouvoir en 2003, le gouvernement libéral de Jean Charest avait l’œil sur les frais de scolarité qu’il aurait bien aimé voir augmenter. Cependant, divers événements firent en sorte qu’il s’engagea à poursuivre le gel durant son premier mandat. Réélu en 2007, celui-ci remit le débat sur la table avec cette fois-ci une intention ferme, celle de hausser les frais. Il fut épaulé par divers acteurs du milieu économique ainsi que par les recteurs qui voyaient dans la hausse des frais une façon de combler leur sous-financement.
- Une chaude lutte étudiante s'en est suivie qui s’est malheureusement conclue par une nouvelle hausse des frais de 50 $ par session pour un total de 500 $ sur 5 ans soit 30 % d’augmentation ce qui porta les frais à 2168 $ par année.
- Le débat des frais refit surface en 2010 avec le budget du Québec qui annonçait la volonté gouvernementale d’augmenter les frais de scolarité après 2012.
- Un nouveau joueur : les Frais institutionnels obligatoires (FIO)

### J'aime mon cégep! (2014-2015)
Avec son retour au pouvoir, en avril 2014, le gouvernement libéral de Philippe Couillard a infligé le réseau collégial de compressions de plus de 40 millions de dollars. Subissant des coupes répétées depuis quelques années, certains cégeps déjà en difficulté peinent à subvenir à leurs besoins et ne peuvent plus se développer. Un peu partout sur le territoire, les administrations collégiales en sont réduites à sabrer dans les services aux étudiants, que ce soit en diminuant les heures d’ouverture de la bibliothèque ou en coupant un poste d’infirmière.
Devant ce constat, les associations étudiantes membres de la Fédération ont décidé de se mobiliser afin de démontrer au gouvernement qu’une éducation de qualité, partout sur le territoire, est essentielle pour l’avenir du Québec. La campagne «J’aime mon cégep» visait à sensibiliser les personnes étudiantes, mais aussi les citoyennes et citoyens, sur l’importance des cégeps pour l’accessibilité aux études et pour le développement régional.

### Ma génération vote! (2018)
Les élections provinciales de 2018 ont été historiques par la proportion que les 18-34 ans représentaient dans la population votante, soit le tiers de l'électorat québécois. Cela représentait une opportunité unique de faire une différence dans le vote du 1er octobre 2018. La FECQ a donc mis en marche une grande campagne pour permettre à la jeunesse de faire entendre sa voix au cours des semaines de campagne.
Dès avril 2018, la Fédération a adopté sa Plateforme de revendications des élections de 2018, qui rassemble les 31 exigences de ses associations étudiantes membres. Parmi ces revendications, six priorités ont été choisies afin d'être défendues auprès des partis : en effet, les associations membres ont décidé de mettre de l'avant la bonification de l'Aide financière aux études, l'amélioration des conditions de stages, le développement durable, la lutte aux violences à caractère sexuel, le financement des cégeps et la santé psychologique étudiante.
La campagne Ma génération vote ! visait donc à stimuler la sortie de vote des jeunes, tout en les informant adéquatement de ce que proposent les différentes formations politiques au sujet de ces six enjeux prioritaires.

### Stagiaires en solde (2018)
À l'hiver 2019, la FECQ a mené la campagne « Stagiaires en solde », qui visait à mettre de la pression sur le ministre de l'Éducation et de l'Enseignement supérieur de l'époque, Jean-François Roberge, pour que les conditions des stagiaires soient meilleures. Les recommandations de la FECQ visaient trois volets: la rémunération des stages, l'encadrement pédagogique et les protections légales des stagiaires. Grâce à de nombreuses actions politiques et de mobilisation, quelques premières avancées ont permis d'améliorer les conditions des stagiaires, dont un programme de compensation financière visant cinq programmes techniques.

### Ta voix, ton droit! (2019)
Dans le cadre des élections fédérales de 2019, la FECQ mis de l'avant une campagne promouvant l'importance des cégeps et la jeunesse québécoise auprès des partis politiques canadiens. Une plateforme électorale fut donc rédigée afin d'expliquer leurs demandes. Tout comme « Ma génération vote! » l'année précédente, la campagne visait aussi à sensibiliser la jeunesse à l'importance du vote.

### Où est notre argent? (2020)
Le programme d’Aide financière aux études (AFE) est géré par le gouvernement du Québec. Celui-ci s’est retiré du Programme canadien de prêts aux étudiants (PCPE) en 2009, au moment de sa mise sur pied. Grâce à sa structure distincte, le Québec détient un droit de retrait, à la suite d'une entente prise avec le Canada en 2009-2010, et demande sa juste part au gouvernement fédéral pour les sommes investies dans le PCPE. En effet, un certain montant convenu selon le nombre d’étudiantes et d’étudiants revient au Québec s’il le demande et prouve que l’argent est bien utilisé dans un programme ou une mesure ayant sensiblement les mêmes objectifs que la mesure fédérale. Cela dit, c’est pour cette raison qu’en 2016, lors de la campagne des 80 M$, il était question de réinvestir ce transfert fédéral dédié à compenser l’abolition du crédit d’impôt sur les manuels et les études en aide financière aux études. Il est cependant à noter que les transferts fédéraux découlant du PCPE ne sont pas directement envoyés dans le programme d’aide financière aux études, mais bien dans le fonds consolidé du Québec, que l’on pourrait considérer comme une banque de ressources transversale à tous les ministères.
À la suite de quelques recherches, la Fédération étudiante collégiale du Québec et l’Union étudiante du Québec dénotent que les transferts fédéraux reliés à l’abolition de ce crédit d’impôt ne cessent d’augmenter d’année en année et dépassent largement les 80 M$ qui devaient normalement être transférés annuellement depuis 2017. Selon la fonction publique fédérale, les transferts fédéraux liés au PCPE pour l’AFE auraient augmenté de 266 M$ en 2017 à 451 M$ en 2019, totalisant ainsi une différence de 185 M$ pour la dernière année d’attribution. Si l’on soustrait le 80 M$ réellement investi en AFE, il manquait donc 105 M$ à investir en aide financière aux études. De plus, le gouvernement fédéral avait, dans son budget de 2019, investi à nouveau dans le PCPE en baissant les taux d’intérêt sur les prêts étudiants, un investissement totalisant 1,7 G$ sur 5 ans, soit environ 340 M$ annuellement, visant à réduire l’endettement étudiant. À la suite de discussions avec le secrétaire parlementaire aux finances et le secrétaire parlementaire de Justin Trudeau en matière de jeunesse, les associations étudiantes ont reçu la confirmation que les sommes compensatoires dédiées au Québec descendront effectivement dans les coffres du gouvernement provincial. La part du Québec serait ainsi à 92 M$ par an.
Une fois dans le fond consolidé, la FECQ et l’UEQ revendiquaient le réinvestissement de ces sommes dans le programme d’aide financière aux études, afin que celles-ci soient octroyées directement à la population étudiante par le biais de l’AFE.
Cette campagne s'est soldée par une victoire partielle avec une reconduction de 146 M$ des 197 M$ demandés. La ministre de l'enseignement supérieure Danielle McCann avait ainsi effectué un versement de 375 M$, avec cette somme de 100 M$ dédiée spécifiquement aux prêts et bourses.

### Enquête Nationale - Derrière ton écran (2020-2021)
Du 22 septembre 2020 au 30 octobre 2020, l'enquête nationale « Derrière ton écran » a permis de récolter des données quant aux conditions d'études de l’ensemble de la population étudiante collégiale au temps de la Covid-19. Santé psychologique, précarité financière, mesures d'aide à la réussite, stages, enseignement à distance et population étudiante internationale sont tous des sujets pour lesquels l'enquête a permis de compiler les multiples réalités de la population étudiante.
Grâce aux 6215 personnes qui ont répondu à l'enquête, « Derrière ton écran » a permis de mesurer l'impact de la COVID-19 sur les conditions d'études et de vie des membres de la population étudiante de niveau collégial. On peut entre autres y comprendre que :
- 64 % des personnes répondantes considèrent que leur état de santé psychologique s’est détérioré depuis le début de la crise. De ce nombre, 86% attribuent comme cause l’isolement liée aux mesures de confinement et 73 % l’attribuent à la charge de travail;
- 19 % considèrent ne pas avoir suffisamment d’argent pour subvenir à leurs besoins actuellement, une augmentation marquée de 9% depuis le début de la crise;
- Environ 2 personnes sur 3 (67%) jugent que leur charge de travail liée aux études est plus grande depuis le début de la crise;
- Plus d’une personne sur quatre (27 %) a indiqué ne pas avoir d’endroit calme et propice à la concentration pour étudier convenablement.

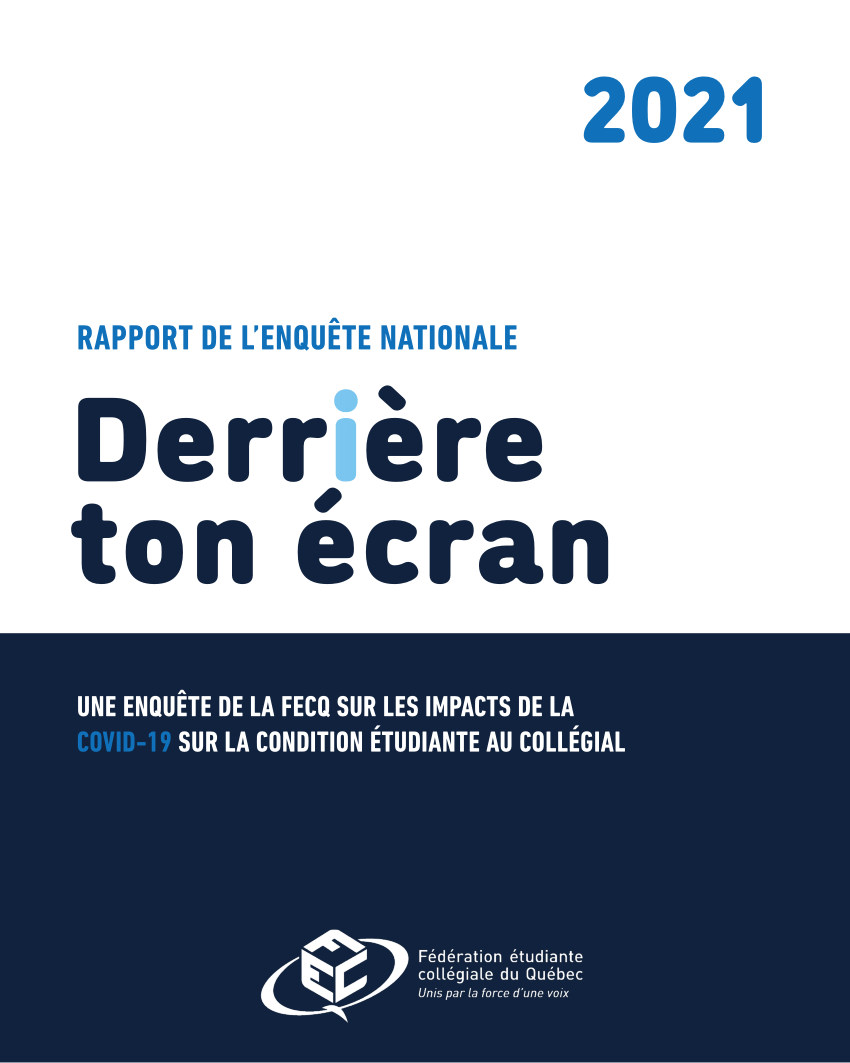
Couverture du rapport de l'enquête nationale « Derrière ton écran ».

L’analyse détaillée de l’ensemble des données a ainsi permis d’éclairer de manière très précise les réalités propres à plusieurs tranches de la population étudiante. Le rapport final d’enquête fut publié en mars 2021. Les résultats ayant été diffusés, ils ont permis d'appuyer de manière claire les demandes que la FECQ adresse au Ministère de l'Enseignement supérieur. En réponse, le gouvernement du Québec mis sur pied le Plan d'action sur la santé mentale étudiante en enseignement supérieur (PASMÉES) et créant ainsi l’Observatoire en santé mentale étudiante en enseignement supérieur (OSMÉES), un organisme visant à contribuer à l’avancement et la mobilisation des connaissances pour promouvoir et maintenir une culture favorable à la santé mentale étudiante en enseignement supérieur, entre autres par la recherche.
Le rapport final de « Derrière ton écran » fut distribué en format papier dans la bibliothèque de tous les cégeps du Québec, déposé à la Bibliothèque et Archives nationales du Québec et est accessible en format numérique.

### Ta voix, ton droit - Fais entendre ta voix. (2021)
Le 7 novembre 2021 se sont tenues des élections municipales dans tout le Québec. Puisque ces élu.e.s sont chargé.e.s de représenter les habitant.e.s de la municipalité et de veiller au bon développement de cette dernière, ces élections municipales étaient, selon la FECQ, une occasion à ne pas négliger de faire entendre ses demandes aux candidat.e.s, notamment pour les associations étudiantes. Puisque les municipalités administrent annuellement des fonds et veillent sur plusieurs dossiers touchant de près la jeunesse, il s’agissait d’une occasion de faire avancer des dossiers portés par les associations étudiantes.
Les communications de la FECQ portèrent notamment sur les enjeux de logement, de lutte à l'urgence climatique, aux transports actifs et collectifs ainsi qu'au développement social et économique.
De plus, après avoir laissé planer dans l’air pendant plusieurs mois le possible déclenchement d’élections fédérales, le premier ministre Justin Trudeau s’est rendu, le 15 août 2021, au bureau de la gouverneure générale, Mary Simon, afin de dissoudre le Parlement, plaçant ainsi le Canada en élections pour les 36 jours suivants. Les élections fédérales sont synonymes d’opportunités pour la Fédération, puisqu’elles lui permettent de rencontrer les personnes candidates des partis fédéraux afin de leur faire connaître les principales revendications de la jeunesse étudiante. Malgré un certain accent pour les enjeux propres à l’enseignement supérieur, la Fédération cherchait à obtenir des avancées auprès de dossiers phares, tels la lutte à la crise climatique, une meilleure représentativité de l’opinion populaire dans le cadre d’un scrutin électoral et davantage d’initiatives de logements étudiants et de logements sociaux.

#### Autres associations étudiantes nationales au Québec
- Association pour une solidarité syndicale étudiante (Collégial et universitaire)
- Fédération étudiante universitaire du Québec (Universitaire)
- Table de concertation étudiante du Québec (Universitaire)
- Union étudiante du Québec (Universitaire)
- Coalition de résistance pour l’unité étudiante syndicale (Collégial et universitaire)